# Helena Jaremkiewiczowa
Helena Jaremkiewiczowa ps. „Izabela” (ur. 4 maja 1914 w Limanowej) – łączniczka Inspektoratu Tarnów do KO ZWZ-AK Kraków

## Życiorys
Urodziła się 4 maja 1914 w Limanowej w rodzinie Stanisława i Marii z d. Kargól. W 1935 w Tarnowie w Gimnazjum im. Królowej Jadwigi uzyskała świadectwo maturalne. W Tarnowie w firmie „Drewno”, która należała do Stanisława Wodzińskiego wykonywała pracę jako rejestratorka. W maju 1939 zawarła związek małżeński z Kazimierzem Jaremkiewiczem.
Podczas okupacji w dalszym ciągu pracowała w firmie „Drewno”. Wiosną 1942 jako ,,Izabela” została zaprzysiężona do ZWZ-AK, gdzie wykonywała zadania jako łączniczka Inspektoratu Tarnów przez inspektora podpułkownika Stefana Musiałka ps. „Mirosław". Od tamtej pory Helena przewoziła meldunki i rozkazy jeżdżąc prawie co tydzień „służbowo” do Krakowa do KO ZWZ.  Miejsce w którym pracowała stało się głównym punktem kontaktowym Inspektoratu z KG AK i KO, w którym odbywały się zebrania konspiracyjne oraz przekazywano pocztę. Przechowywano tam także broń i pieniądze konspiracyjne. Tam współpracowała również z zastępcą Delegata Rządu na Kraj pow. Tarnów S. Wodzińskim ps. ,,Zadora”, którego była łączniczką do Inspektoratu Tarnów. W lipcu 1944, ,,Izabela” i „Zadora” angażowali się w trudną akcję ,,Mostu III” - na zakonspirowanym lądowisku w Jadownikach Mokrych miał wylądować brytyjski samolot, który miał zabrać trzech pasażerów, a którym „Izabela” zorganizowała kwatery: J. Chmielewskiego, ppor. C. Micińskiego i Tomasza Arciszewskiego, a przede wszystkim części pocisku V-2, które ukryto w dwóch paczkach. Okazało się, że aparat nadawczo-odbiorczy, który łączył lądowisko z Londynem i Brindisi zepsuł się, w związku z tym wysłano Helenę do Krakowa by pilnie tę radiostację  naprawiła. Uniknęła kontroli bagażu podczas drogi powrotnej dzięki odwadze i przytomności umysłu – podczas wejścia Niemców do wagonu, przytuliła się do siedzącego obok niej nieznajomego Niemca - mimo że wcześniej z nim nie rozmawiała - oświadczył, że jest ona jego żoną, wobec czego Niemcy odstąpili od przeszukania jej bagażu. Po dostarczeniu przez „Izabelę” radiostacji, w nocy z 25 na 26 lipca cenna przesyłka razem z pasażerami została zabrana samolotem „Dakota” do bazy w Brindisi we Włoszech, a następnie przewieziona do Londynu. Według oceny S. Musiałka ,,Izabela” bardzo ofiarnie pełniła swą funkcję do końca okupacji, do stycznia 1945.
Helena Jaremkiewiczowa została odznaczona Krzyżem Srebrnym Orderu Wojennego Virtuti Militari. Nadanie zostało zweryfikowane przez KdsWOBZK i MON dnia 29 października 1990 z nr. legitymacji DK-21080/W.
Po zakończeniu wojny schorowana, zamieszkała w Tarnowie.